# Cook Inlet
Cook Inlet er en stor havbugt i Alaskagolfen  det sydlige centrale Alaska . Den strækker sig omtrent 310 km fra sydvest til nordøst og adskiller Kenaihalvøen fra fastlandet og er opdelt i Knik Arm og Turnagain Arm på hver side af Anchorage ved vigens nordlige del. Vigen giver farbar adgang  til havnen i Anchorange ved dens nordlige del og den mindre by Homer længere sydpå. Der bor omtrent 400.000 indbyggere i Cook Inlets afvandingsområde  hvilket er næsten to tredjedele af Alaskas befolkning.

## Historie
Cook Inlet blev udforsket første gang af europæere i året 1778 da James Cook sejlede ind i den under forsøget på at finde  nordvestpassagen. Den blev navngivet efter Cook i året 1794 af George Vancouver, som havde tjent under Cook i 1778. Turnagain Arm fik sit navn af William Bligh på HMS Bounty . Bligh var Cooks kaptajn (Sailing Master) på dennes tredje og sidste forsøg på at  opdage nordvestpassagen. Da de opnåede Cook Inlet var Bligh af den opfattelse at både Knik Arm og Turnagain Arm skulle vise sig ikke t føre til andet end floder i stedet for den eftertragtede passage. På Cooks ordre organiserede Bligh en ekspedition som sejlede op ad Knik Arm som snart vendte tilbage for at rapportere at den meget rigtigt kun førte til en flod. Straks derefter blev endnu en ekspedition sendt bort som skulle undersøge Turnagain Arm. Denne vendte snart også den tilbage med de samme beskeder, ingen passage. Af ren frustration fik siden den anden vig navnet " Turn Again" . Tidlige kort mærker vigen med navnet " Turnagain River" .

## Natur og geografi

### Afvandingsområde
Cook Inlets afvandingsområde  dækker omtrent 100.000 km² (et areal stort som Island) i det sydlige Alaska øst for Aleutian Range og syd for Alaska Range hvor den blandt andet optager vandet fra Susitna- , Kenai- og Matanuskafloden . I afvandingsområdet ligger Nordamerikas højeste bjerg, Mount McKinley. Der findes også fire aktive vulkaner og syv nationalparker i afløbsområdet.

### Dyreliv
Cook Inlet er hjem for en ca 400 medlemmer stor population af hvidhval som er genetisk distinkt og isoleret fra andre belugavaler. Dens antal er længe faldet men nu har man sat i gang et projekt som har til hensigt at øge populationen til mindst 780 individer til. I området findes blandt andet to slags bjørne, elgar, rensdyr, ulve, spækhugger, havodder, søløve og samtlige fem arter af stillehavslaks.

### Tidevand
Turnagain Arm er et af kun ca 60 farvande i verden som rammes af voldsomme tidevandsbølger. Disse kan være mere end to meter høje og færdes med 7 m/s på springfloden . På en typisk dag skifter vandstanden med hele 10 meter mellem lavvande og højvande, hvilket er næstmest i hele Nordamerika efter Canadas Bay of Fundy . Årsagen til disse voldsomme forskelle er at havets 12 timer og 25 minuters-cykel er nær Turnagain Arms naturlige resonansfrekvens som forøger svingningerne omtrent på samme måde som skvulpende vand i et badekar.  Vigen og de to mindre delarme er blevet foreslået som  attraktive steder at bygge tidevandkraftværker .
Ved lavvande eksponeres store områder med bundmudder , noget som både Turnagain Arm og Knik Arm er kendt for. Dette bundmudder er ikke kun et problem for søfarten men er også farligt at gå på med sine kviksandlignende egenskaber og siges at have taget livet flere undersøgere af som har forsøgt at krydse dem. På grund af disse problemer anløber krydstogtsskibe i Seward eller Whittier i Prince William Sound hvor passagerer i stedet færdes med tog eller bus til Anchorage. Dog anløber flertallet af alle fragtskibe direkte til havnen i Anchorage.

## Olie- og gasfund
De første spor af olie i området omkring Cook Inlet blev opdaget allerede i 1853 af russiske opdagelsesrejsende. Det første forsøg på at udvinde olien gjordes på Iniskinhalvøen af Mr. Edelman i 1882, dog uden fremgang. Union Oil of California , senere Unocal begynder at sælge petroleumsprodukter på Kenaihlvøen i 1911 . Det var dog ikke før første halvdel af 1950'erne at udvindingen kom i gang for alvor da Havensrite Oil Co. borede oliebrønde ved Oil Bay og i de seneste 50 år er store olie- og gasforekomster blevet udvundet. Produktionen var størst i  1970 og en stor del af de kendte forekomster er nu udvundne.